# De Schaapweimolen
De Schaapweimolen (ook wel Schaapsweimolen) is een poldermolen van het type grondzeiler in de Nederlandse plaats Rijswijk (Zuid-Holland). De achtkantige riet gedekte houten opbouw is geplaatst op een gemetselde onderbouw. De molen bemaalde vroeger de Plaspoel- en Schaapweipolder.
De voorganger van de huidige molen was een wipmolen die in 1825 afbrandde, waarop de huidige molen werd gebouwd. De Schaapweimolen bemaalde tot 1944 zelfstandig de polders. In dat jaar werd de molensloot gedempt voor de aanleg van een antitankgracht.

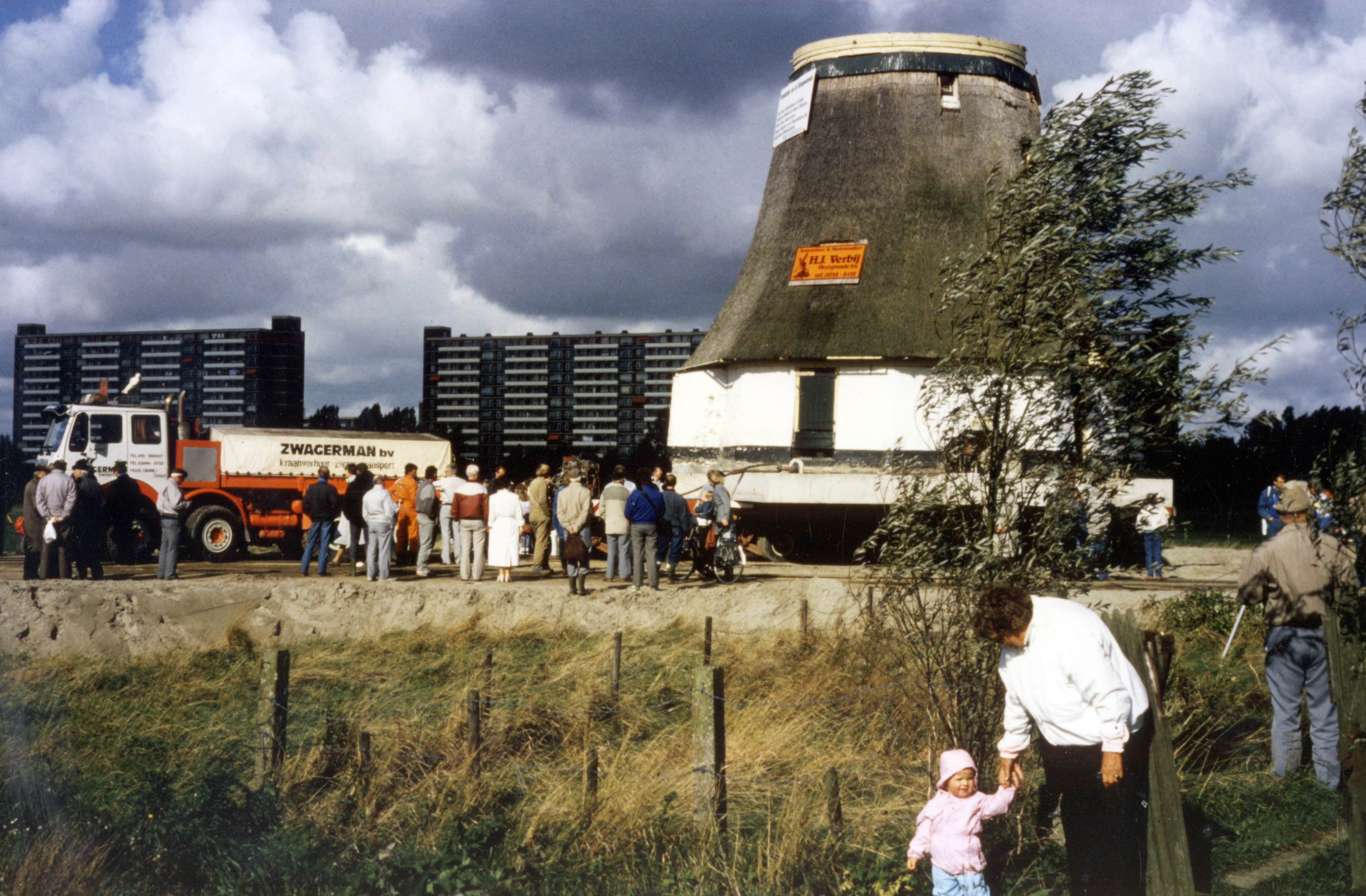
Verplaatsing van de Schaapweimolen

In 1959 werd de molen eigendom van de gemeente Rijswijk, die de Schaapweimolen in 1960 restaureerde en in 1988 verkocht aan het Hoogheemraadschap van Delfland. De Schaapweimolen werd in september van hetzelfde jaar ca. 1,5 km naar het westen verplaatst in verband met de aanleg van afrit 11 van de A4. De molen is in een groenstrook naast een park aan de rand van de Hoekpolder in Rijswijk geplaatst, vlak bij de restanten van de Hoekpoldermolen, een ronde stenen poldermolen waarvan het bovenste deel is afgebroken en waar in het resterende deel een gemaal was geplaatst.
Tot enkele jaren geleden waren enkele hoogspanningsmasten bij de nieuwe locatie de enige storende landschapselementen. De omgeving is echter in een hoog tempo aan het verstedelijken: vlak bij de Schaapweimolen is tussen 1996 en 2008 de wijk Wateringse Veld, een nieuwe woonwijk van Den Haag, gebouwd. De geluidsschermen van de snelweg A4 zijn vanaf de plaats van de molen duidelijk te zien, evenals de tussen 2004 en 2008 in de Harnaschpolder aangelegde rioolzuiveringsinstallatie. In maart 2008 is men vlak naast de molen begonnen met de aanleg van een hoogspanningsverdeelstation, waardoor het landelijke karakter van de omgeving van de molen nog verder is aangetast.

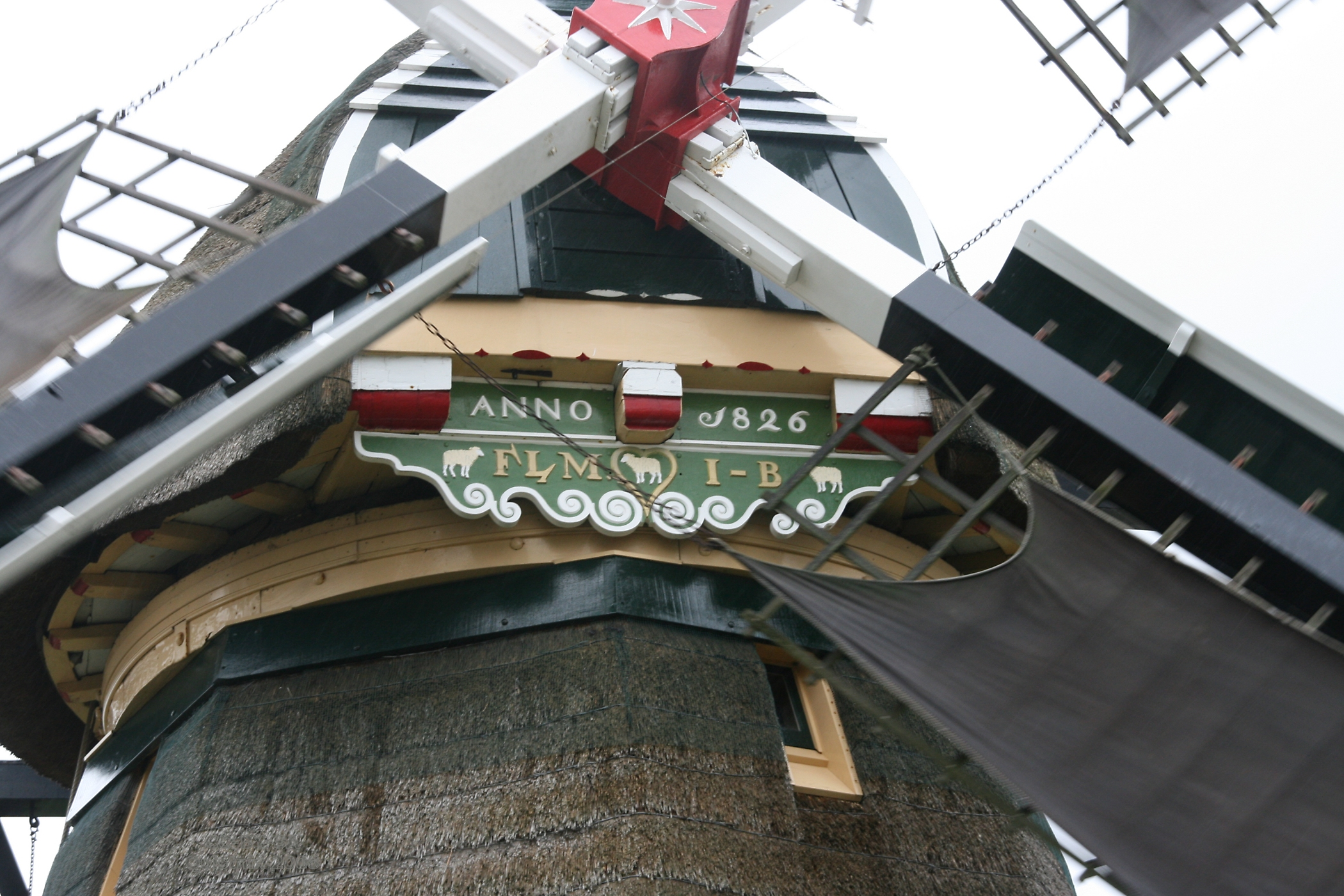
De versierde baard van de Schaapweimolen
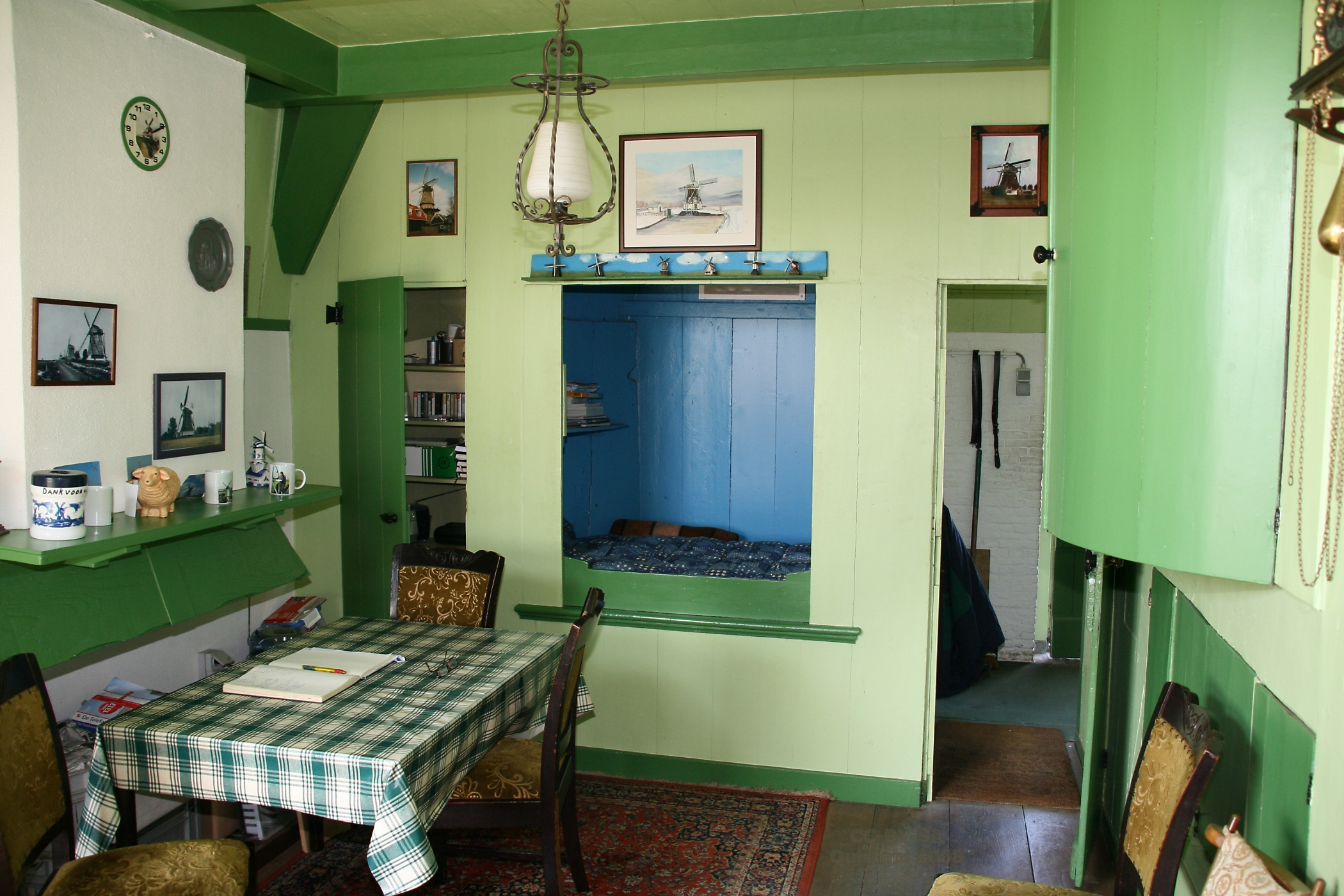
De huiskamer met bedstede
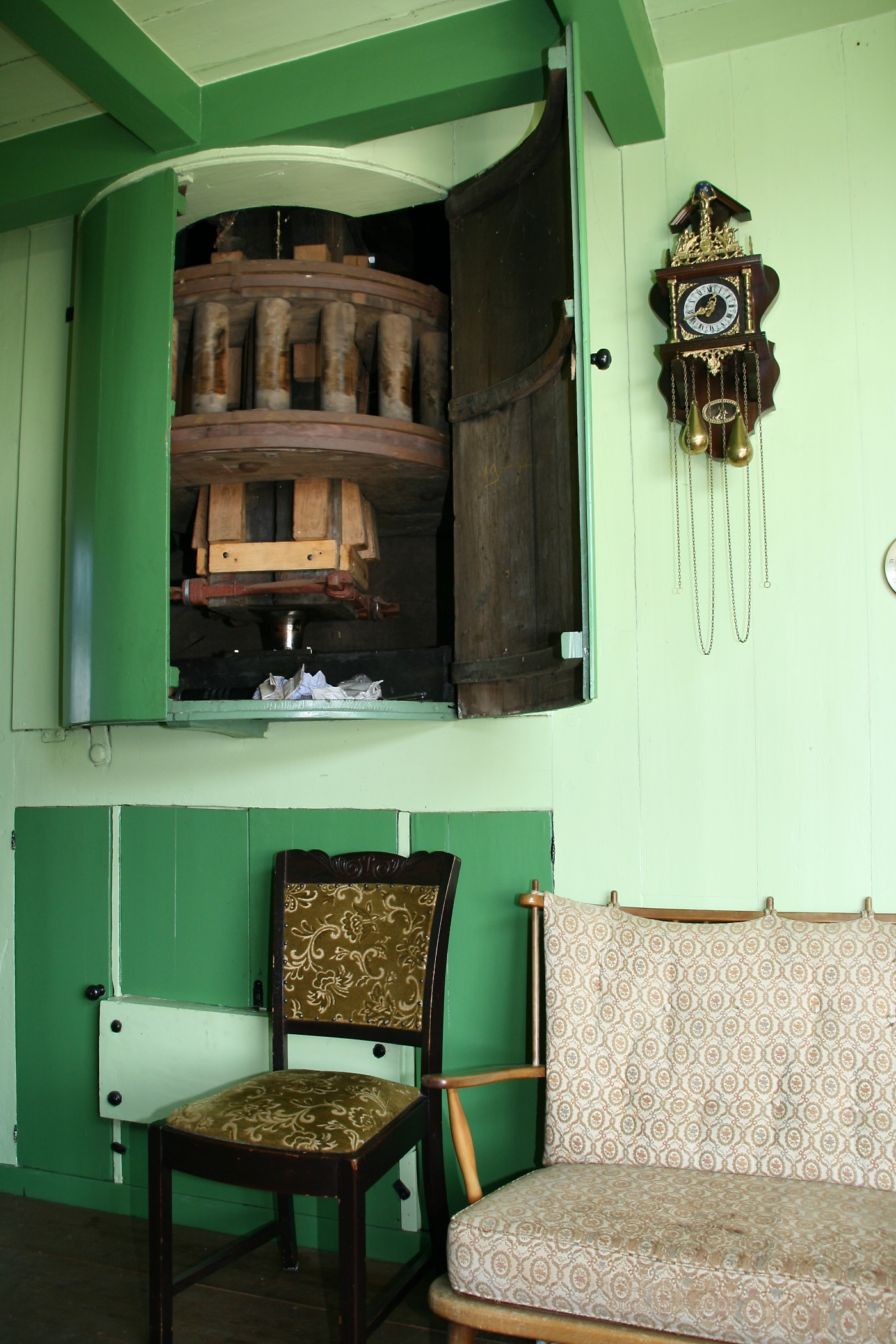
Achter de deurtjes in de huiskamer draait de spil